# 16021 Кейсівон
16021 Кейсівон (16021 Caseyvaughn) — астероїд головного поясу, відкритий 12 лютого 1999 року.
Тіссеранів параметр щодо Юпітера — 3,559.